# Койбагарський сільський округ
Койбага́рський сільський округ (каз. Қойбағар ауылдық округі, рос. Койбагарский сельский округ) — адміністративна одиниця у складі Карасуського району Костанайської області Казахстану. Адміністративний центр — село Койбагар.
Населення — 1853 особи (2021; 2683 у 2009, 3024 у 1999, 3907 у 1989).
Станом на 1989 рік існували Білоруська сільська рада (село Амангельди, селище Цілинний) та Койбагарська сільська рада (селища Койбагар, Роз'їзд 73), з 1993 року — Білоруський сільський округ та Койбагарська сільська адміністрація. Після 2009 року Білоруський сільський округ перетворено в Амангельдинську сільську адміністрацію. Округ був відновлений 2019 року шляхом об'єднання Амангельдинської сільської адміністрації та Койбагарської сільської адміністрації.

## Склад
До складу округу входять такі населені пункти:
| Населений пункт    | Старі назви | Населення, осіб (1989) | Населення, осіб (1999) | Населення, осіб (2009) | Населення, осіб (2021) |
| ------------------ | ----------- | ---------------------- | ---------------------- | ---------------------- | ---------------------- |
| Амангельди, село   | -           | 1383                   | 1070                   | 894                    | 598                    |
| --Цілинне, село    | Цілинний    | 134                    | 83                     | 66                     | 1                      |
| Койбагар, село     | -           | 2316                   | 1871                   | 1723                   | 1254                   |
| Роз'їзд 73, селище | -           | 74                     | -                      | -                      | -                      |